# Paul Montel
Paul Antoine Aristide Montel (29 de abril de 1876 - 22 de enero de 1975) fue un matemático francés, especializado principalmente en el estudio de las funciones holomorfas en análisis complejo.

## Semblanza
Montel nació en 1876, en la localidad francesa de en Niza. Fue alumno de Émile Borel en la Sorbona, y posteriormente sería profesor de Henri Cartan, Jean Dieudonné y Miron Nicolescu.
La contribución más importante de Montel a las matemáticas fue la introducción y el desarrollo sistemático de la
noción de familia normal. Su obra de 1927, "Leçons sur les familles normales de fonctions analytiques et leurs applications", se convirtió en un texto muy influyente, que incluyó por primera vez en un libro los resultados de Pierre Fatou y de Gaston Julia sobre dinámica holomorfa. La noción de familia normal fue predecesora de la noción de espacio compacto introducida por Pável Aleksándrov y Pável Urysón en 1929.
Falleció en París en 1975.

## Eponimia
- Espacio de Montel